# Neruszaj
Neruszaj (ukr. Нерушай) – wieś na Ukrainie, w obwodzie odeskim, w rejonie białogrodzkim, w hromadzie Tatarbunary. W 2001 liczyła 1993 mieszkańców.